# Gilletianus superreichei
Gilletianus superreichei är en skalbaggsart som beskrevs av Ochi, Kon och Kawahara 2010. Gilletianus superreichei ingår i släktet Gilletianus och familjen Aphodiidae. Inga underarter finns listade i Catalogue of Life.